# Naturschutzgebiet Am Battenberg

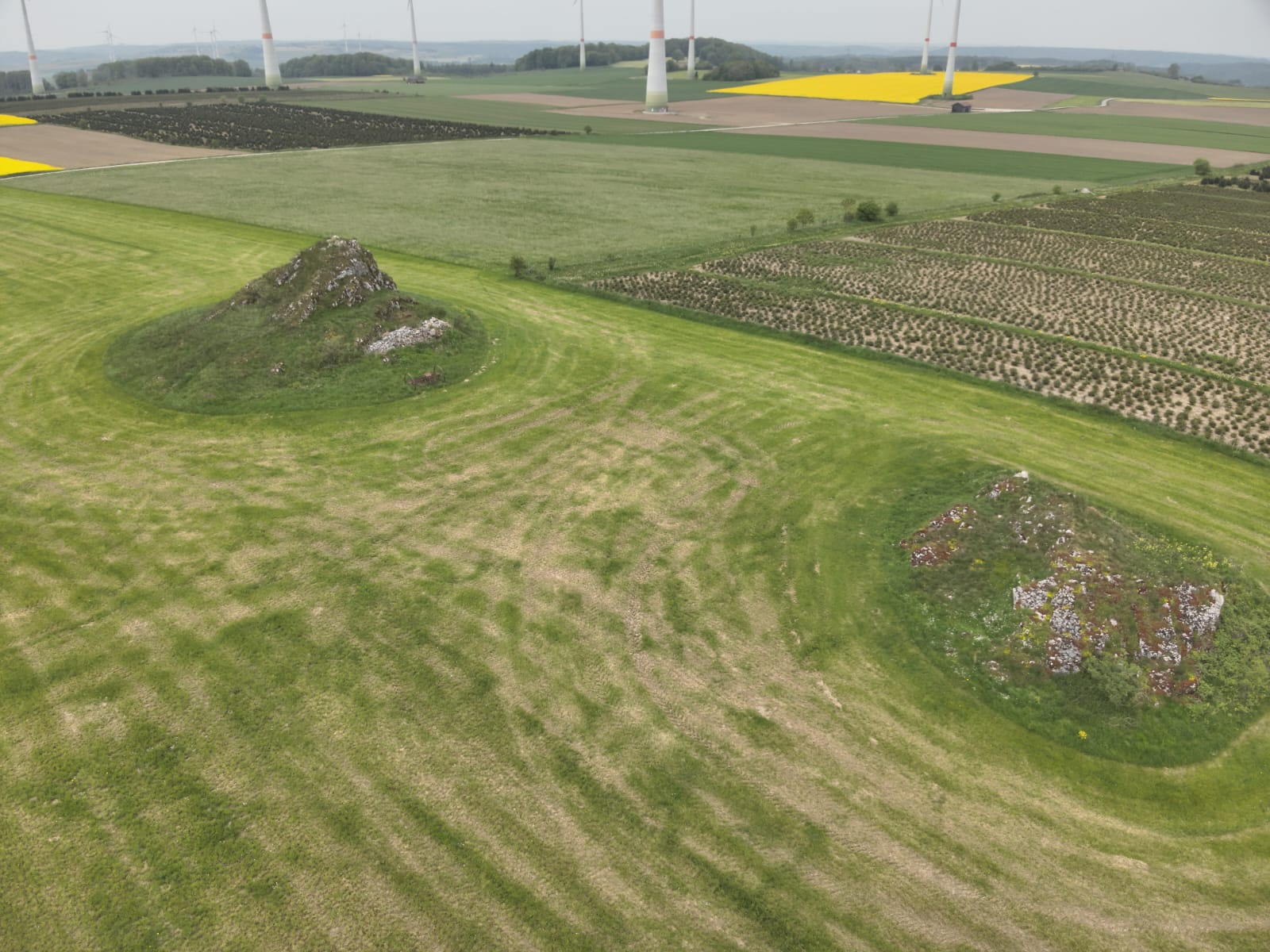
Vorne Naturschutzgebiet Am Battenberg

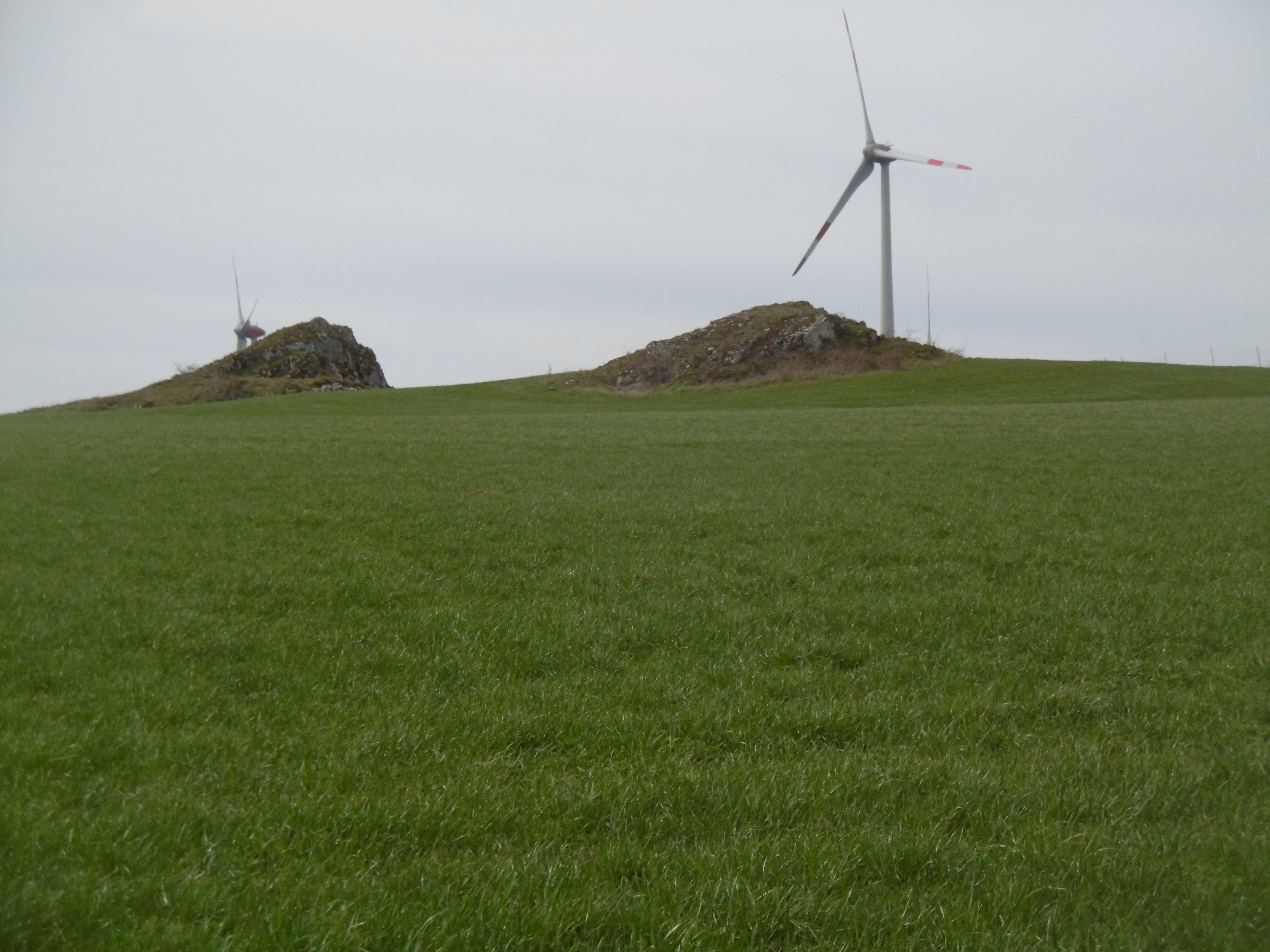
Das NSG Battenberg aus Richtung Süd gesehen.

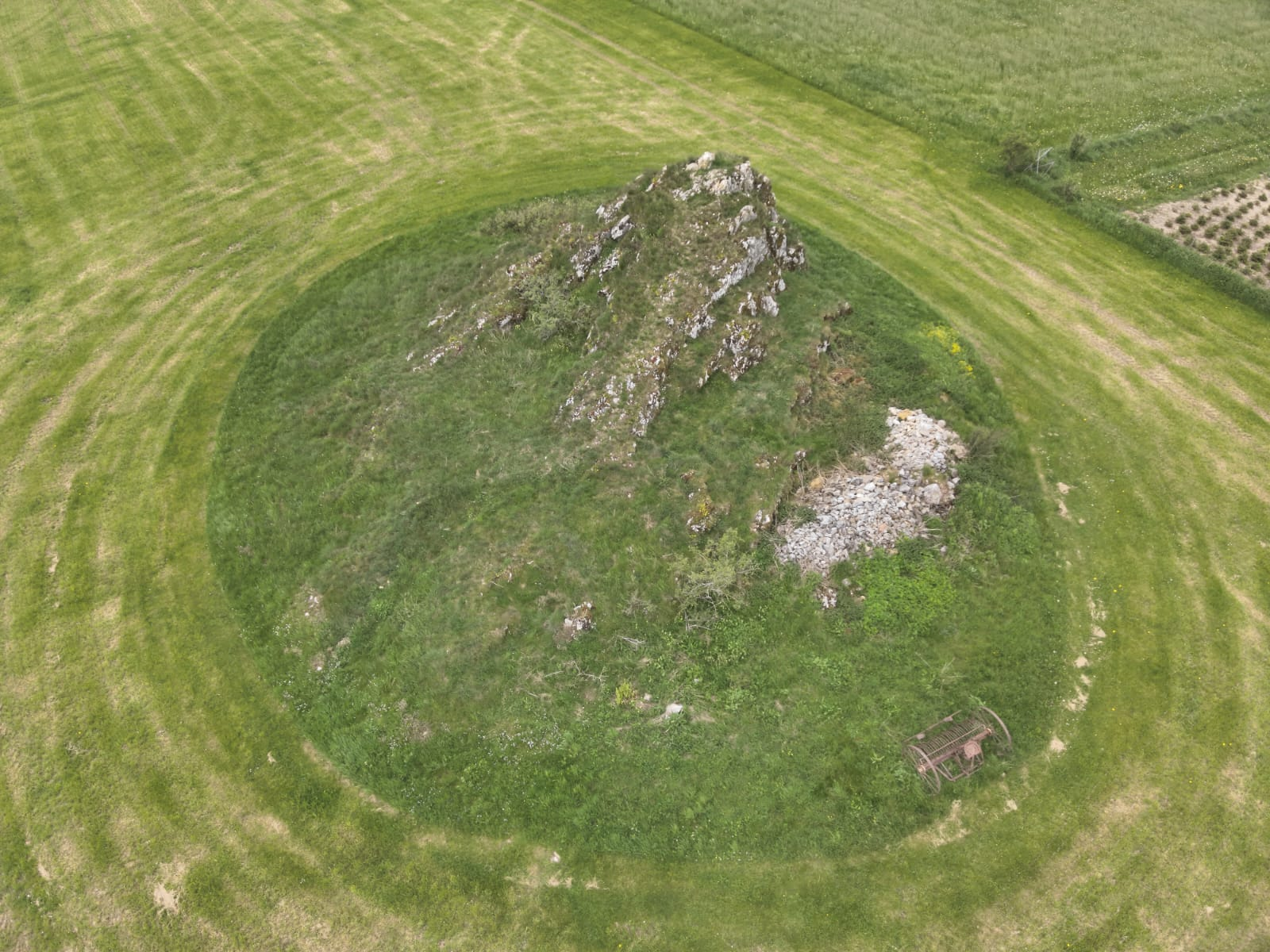
Westfelsen

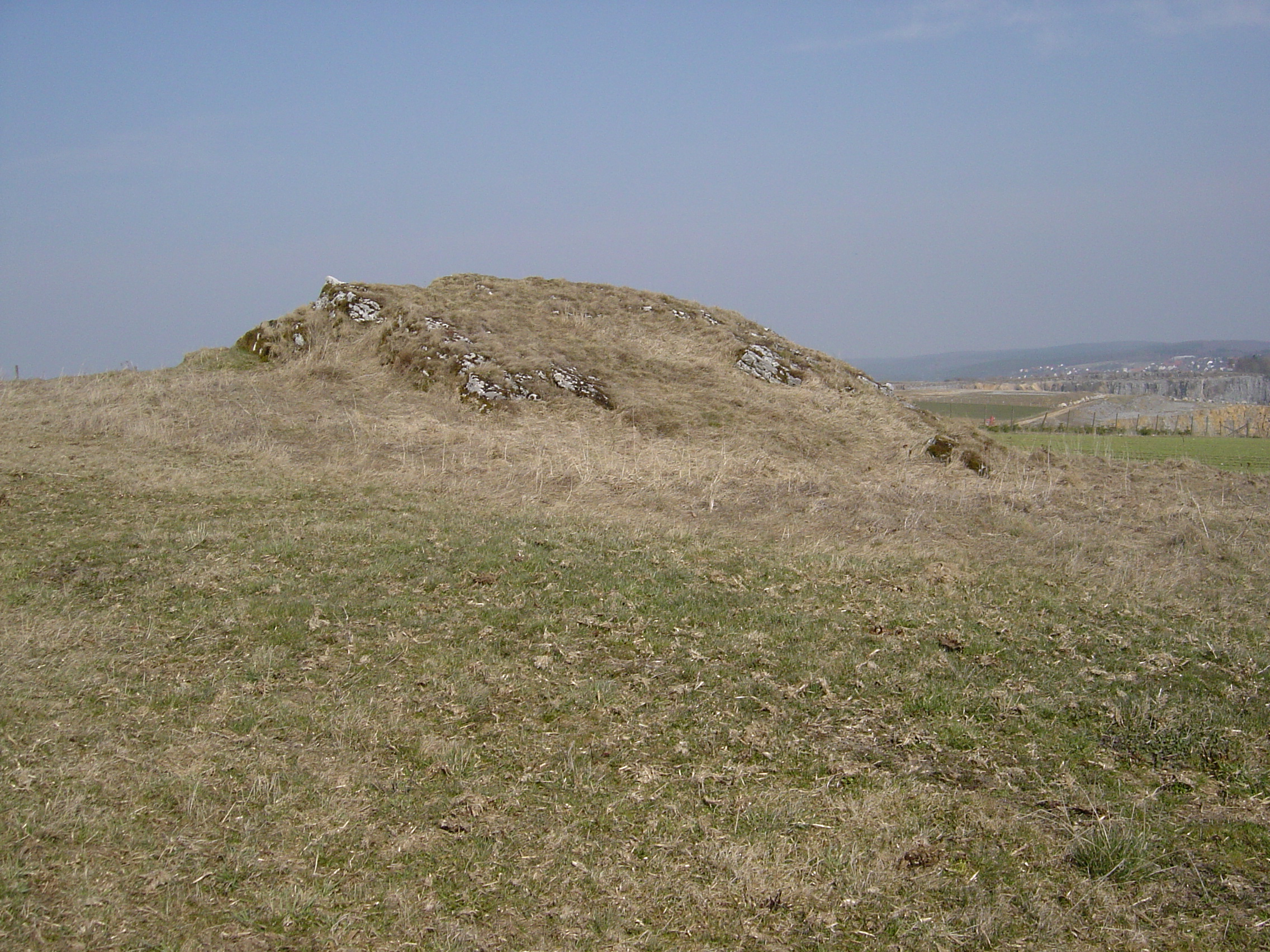
Ostfelsen

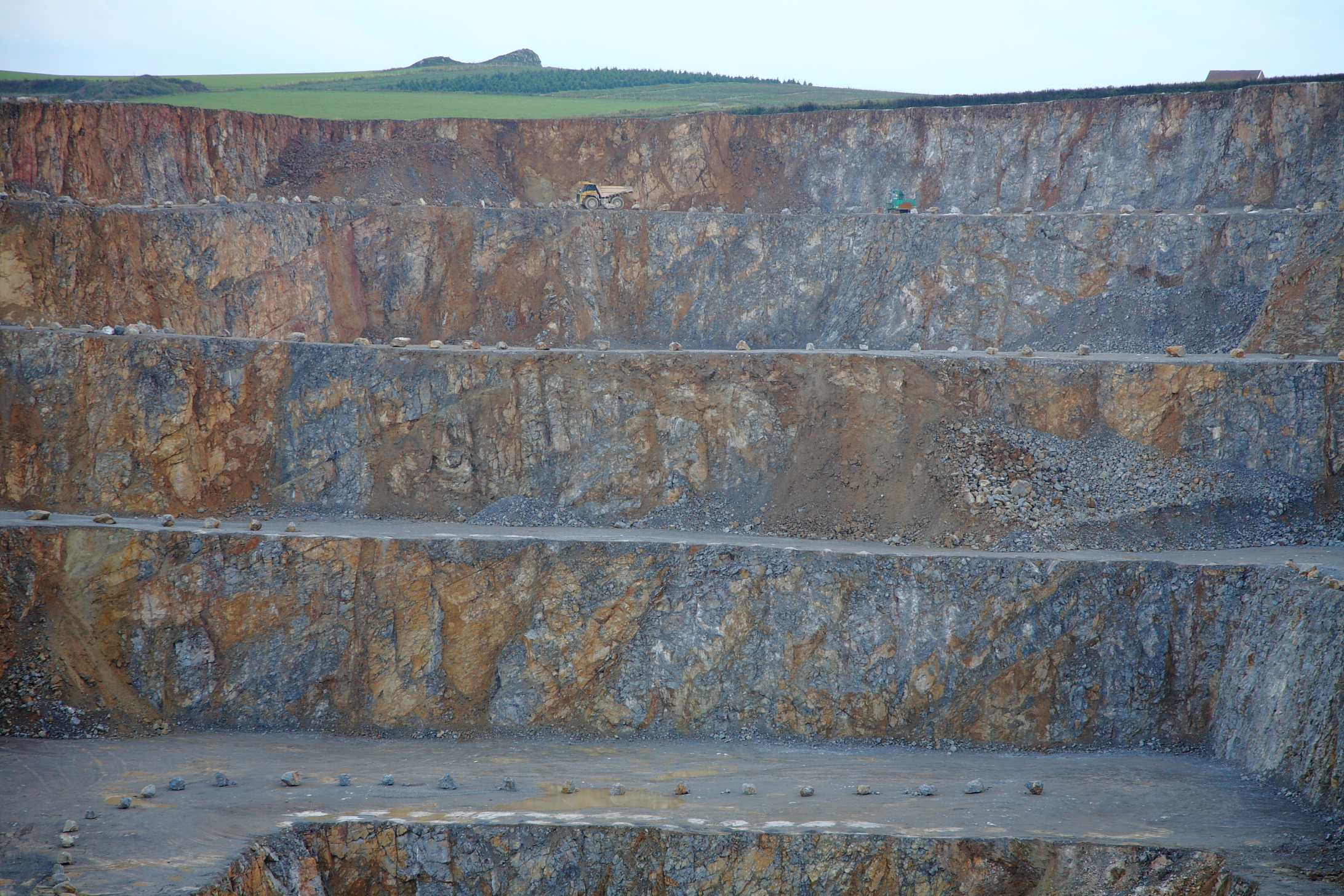
Blick aus dem Steinbruch Mühlenstein nach Westen. Das NSG Battenberg ist als zwei kleine Spitzen zu sehen.

Das Naturschutzgebiet Am Battenberg mit einer Größe von 0,3 ha liegt nördlich vön Rösenbeck im Stadtgebiet von Brilon. Das Gebiet wurde 2001 mit dem Landschaftsplan Hoppecketal durch den Hochsauerlandkreis als Naturschutzgebiet (NSG) ausgewiesen. Der Battenberg hat im Volksmund den Namen Tittenberg. Ein weiterer Name ist Rösenbecker Stein. Im Gebietsentwicklungsplan ist auch der NSG-Bereich wie die gesamte Umgebung als Bereich für Abgrabungen, hier Gesteinsabbau, vorgesehen. Östlich vom NSG befinden sich bereits zwei große Steinbrüche der Firmen Mühlenbein und Rheinkalk.

## Gebietsbeschreibung
Beim NSG handelt es sich um zwei kleine Kalkfelsen und dem etwa 25 m breiten Grünlandstreifen, der zwischen den beiden Felsen liegt. Im Gebiet kommen gefährdete Pflanzenarten vor. Das NSG ist von intensiv genutzten landwirtschaftlichen Flächen umgeben. Etwas östlich liegt der Steinbruch Mühlenbein.
Im Landschaftsplan steht zum Kalksteinsabbau: „Die Kuppen stellen im Landschaftsbild eine typische Kleinstruktur des Briloner Kalkplateaus dar; sie sind durch heranrückende Abgrabungen im Massenkalk prinzipiell gefährdet (Darstellung als Bereich für Abgrabungen im Gebietsentwicklungsplan). Andererseits können sie im Rahmen einer detaillierten Abgrabungsplanung erhalten werden und dienen dann sogar der ‚Rekultivierung‘ der aufgelassenen Kalksteinbrüche als Keimzelle für die Bereitstellung autochthonen Pflanzenmaterials.“
Es wurden Pflanzenarten wie Acker-Witwenblume, Braunstieliger Streifenfarn, Breitblättriger Thymian, Echtes Johanniskraut, Echtes Labkraut, Gewöhnliches Sonnenröschen, Großer Wiesenknopf, Kleine Bibernelle, Mauerraute, Nickendes Leimkraut, Purpur-Fetthenne, Scharfer Mauerpfeffer, Skabiosen-Flockenblume, Spitzlappiger Frauenmantel, Weiße Fetthenne, Wiesen-Labkraut und Wiesen-Schafgarbe nachgewiesen.

## Schutzzweck
Das NSG soll die beiden Felsen mit ihren Arteninventaren schützen. Wie bei allen Naturschutzgebieten in Deutschland wurde in der Schutzausweisung darauf hingewiesen, dass das Gebiet „wegen der Seltenheit, besonderen Eigenart und Schönheit des Gebietes“ zum Naturschutzgebiet wurde.
Im Landschaftsplan steht zum Schutzzweck: „Erhaltung artenreicher Lebensgemeinschaften auf magerem Grünland und Felsklippen, die zahlreiche Pflanzenarten der Roten Liste beherbergen und zwei gefährdeten Vogelarten als Brutplatz dienen; Sicherung der besonderen Eigenart und hervorragenden Schönheit von typischen Kleinstrukturen der Briloner Hochfläche im Landschaftsbild; Schutz einer artenreichen, teilweise seltenen, autochthonen Krautvegetation zur Unterstützung der Wiederbesiedlung zukünftiger Abgrabungsbereiche (nach ihrer Ausbeutung) mit Bestandteilen der heimischen Flora; Erhaltung geologischer Besonderheiten aus erdgeschichtlichen und wissenschaftlichen Gründen.“  